# Крепкий Макс

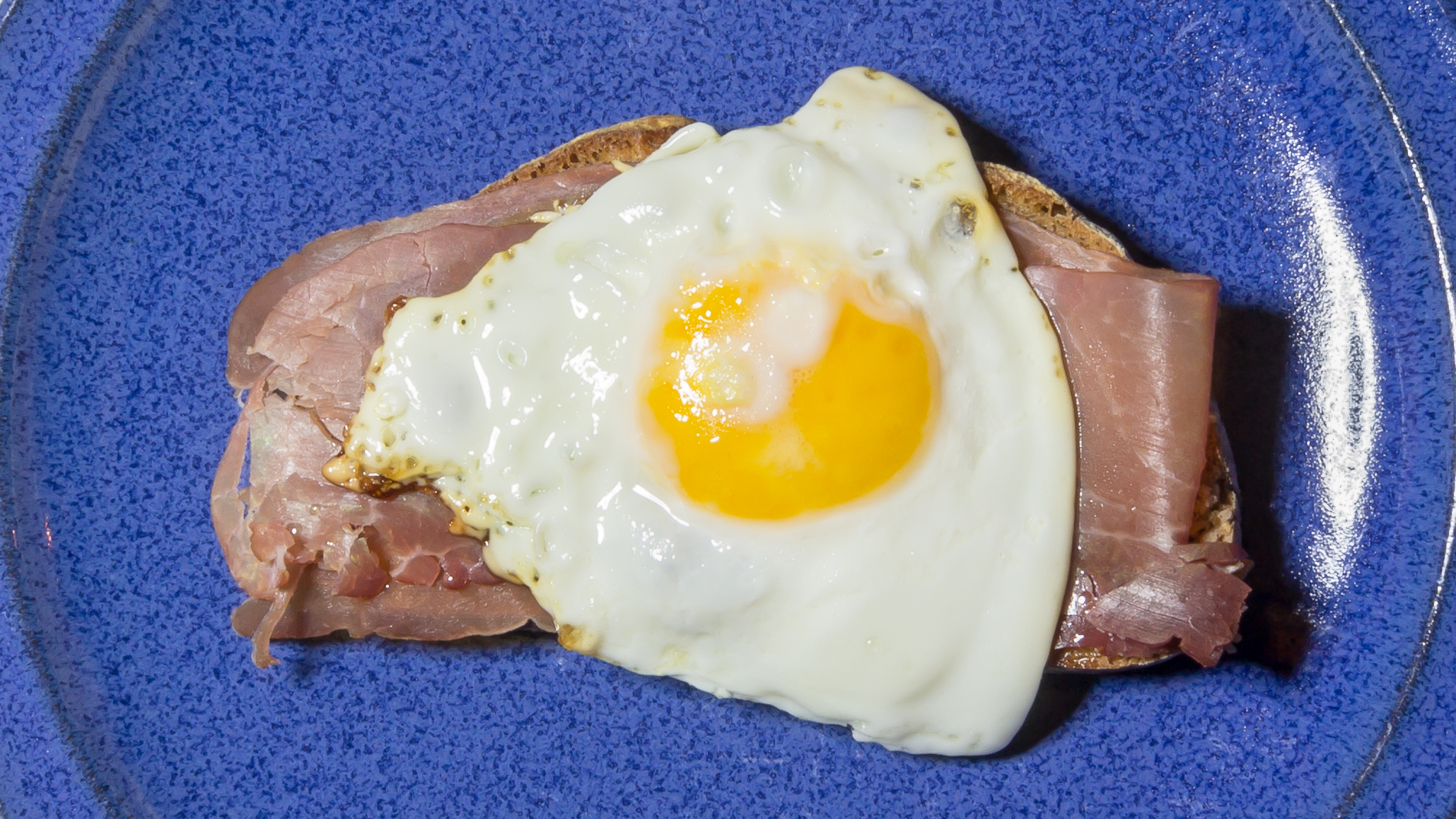
«Крепкий Макс»

«Крепкий Макс» (нем. Strammer Max) — блюдо изначально саксонской, а затем и берлинской кухни, бутерброд с ветчиной и яичницей-глазуньей, который готовят дома, а также подают в качестве закуски в питейных заведениях. Такой бутерброд может также носить имя «крепкий Мориц», «крепкий Отто», «крепкая Лотта» и «крепкая Луиза». Само выражение «крепкий Макс» появилось в 1920-е годы в саксонском диалекте и означало «эрегированный пенис», а затем было перенесено на сытный бутерброд, которым хорошо подкрепиться.
«Крепкого Макса» готовят на ломтике серого хлеба, который мажут сливочным маслом или поджаривают в сливочном масле. На хлеб кладут ломтик сырокопчёной ветчины или бекона, затем глазунью. В зависимости от рецепта иногда ветчину также обжаривают либо режут кубиками. Среди ингредиентов могут также фигурировать сыр, порезанные маринованные огурцы, свежие помидоры и репчатый лук. «Крепкого Макса» также готовят с леберкезе, жареным луком и глазуньей. Под другими именами бутерброд может содержать сырокопчёную колбасу, салями или варёную ветчину.